# Il piccolo Bruco Maisazio
Il piccolo Bruco Maisazio (The Very Hungry Caterpillar), nelle prime edizioni italiane Un baco molto affamato, è un libro per bambini del 1969, scritto e illustrato dallo scrittore statunitense Eric Carle e tradotto in italiano da Glauco Arneri.
Parla di un bruco che mangia una gran varietà di cibo per poi trasformarsi in bozzolo ed uscirne da farfalla.
È il vincitore di diversi premi di letteratura per ragazzi e più di 50 milioni di copie sono state vendute in tutto il mondo. Si dice che tal numero è equivalente a circa il numero di minuti da quando è stato pubblicato. È stato descritto "uno dei migliori classici per bambini di sempre".

## Trama
Una domenica mattina, un bruco sguscia da un uovo. Il suo nome è Bruco Maisazio (the Very Hungry Caterpillar in inglese) e gli piace mangiare, così comincia immediatamente a cercare del cibo. Nei cinque giorni seguenti mangia una quantità sempre maggiore di frutta: una mela lunedì, due pere martedì, tre prugne mercoledì, quattro fragole giovedì e infine cinque arance venerdì. Sabato invece mangia un'enorme quantità di cibo: un dolce al cioccolato, un gelato, un cetriolo, una fetta di formaggio, una fetta di salame, un lecca-lecca, un pezzo di pandolce, una salsiccia, una pastina e una fetta di anguria. Alla sera ha un tremendo mal di pancia dovuto all'enorme quantità di cibo che ha mangiato quella settimana. La mattina dopo (domenica) il bruco si sente subito meglio dopo aver mangiato una foglia. Adesso non è più né affamato né piccolo. Si trasforma in bozzolo e rimane chiuso lì per due settimane. Dopo questo suo riposo, il bruco scava un buco nel bozzolo ed esce essendo diventato una meravigliosa farfalla.

## Influenza sull'istruzione e cultura
Il libro è stato tradotto in 62 lingue, tra cui l'olandese, il francese, lo spagnolo, il tedesco, il cinese, l'italiano, il portoghese, lo svedese, il russo e l'ebraico. È usato da insegnanti di scuole primarie, bibliotecari e genitori come aiuto nell'insegnamento, insieme ad attività che usano il libro.